# عمر أندرادي
عمر أندرادي هو لاعب كرة قدم إكوادوري في مركز الوسط، ولد في 16 يونيو 1986 في إيبارا في الإكوادور. لعب مع نادي أوكاس.